# 无须藤
无须藤（学名：Hosiea sinensis）为茶茱萸科无须藤属下的一个种。其种加词“sinensis”意为“中华的”。